# Santa Fe (Città del Messico)
Santa Fe è un distretto di Città del Messico, che si è convertito nel più importante del Messico e della America Latina in termini finanziari e corporativi. Si trova nella zona ovest del territorio della capitale e forma parte della delegazione Cuajimalpa e Álvaro Obregón. Santa Fe è divisa in quattro zone e diverse colonie. Le zone sono corporative, commerciale, scolastico e abitativo. Attualmente a Santa Fe sorge il centro commerciale più grande di tutta l'America Latina, il Centro Santa Fe, sorgono anche tre università e tre college, hanno sede anche numerose compagnie nazionali e internazionali. L'opulenza delle costruzioni delle zone più recenti è in netto contrasto con l'estrema povertà delle colonie popolari e degli antichi villaggi che sorgono nelle immediatezze. A causa della cattiva progettazione urbanistica iniziale, oggi Santa Fe soffre di gravi problemi di comunicazione con il resto dell'entità federale e con la sua zona metropolitana; inoltre sempre per la cattiva progettazione iniziale, la zona soffre gravi problemi di distribuzione delle risorse idriche.